# 傅玉潤
傅玉潤（1387年—？），字玉潤，江西臨江府新喻縣安和鄉二十五都人，明朝政治人物。進士出身。

## 生平
江西鄉試五十名。永樂十年（1412年）壬辰科會試七十名，殿試登進士第三甲第十名。

## 家族
曾祖傅昭然。祖父傅賢佐。父亲傅孟素。